# Фернанду-Фалкан

Фернанду-Фалкан на карте штата.

Фернанду-Фалкан (порт. Fernando Falcão) — муниципалитет в Бразилии, входит в штат Мараньян. Составная часть мезорегиона Центр штата Мараньян. Входит в экономико-статистический микрорегион Алту-Меарин-и-Гражау. Население составляет 9241 человек на 2010 год. Занимает площадь 5086,586 км². Плотность населения — 1,82 чел./км².

## Демография
Согласно сведениям, собранным в ходе переписи 2010 г. Национальным институтом географии и статистики (IBGE), население муниципалитета составляет:
| Полное население                               | Полное население                               | Полное население                               | Полное население                               | 9241  |
| ---------------------------------------------- | ---------------------------------------------- | ---------------------------------------------- | ---------------------------------------------- | ----- |
| в том числе:                                   | Городское население                            | 1506                                           | Процент городского населения, %                | 16,30 |
|                                                | Сельское население                             | 7735                                           | Процент сельского населения, %                 | 83,70 |
|                                                | Мужское население                              | 4839                                           | Процент мужского населения, %                  | 52,36 |
|                                                | Женское население                              | 4402                                           | Процент женского населения, %                  | 47,64 |
| Плотность населения, чел/км²                   | Плотность населения, чел/км²                   | Плотность населения, чел/км²                   | Плотность населения, чел/км²                   | 1,82  |
| Население муниципалитета в % к населению штата | Население муниципалитета в % к населению штата | Население муниципалитета в % к населению штата | Население муниципалитета в % к населению штата | 0,14  |

По данным оценки 2016 года, население муниципалитета составляет 10 073 жителя.

## Статистика
- Валовой внутренний продукт на 2003 год составляет 9 068 815,00 реалов (данные: Бразильский институт географии и статистики).
- Валовой внутренний продукт на душу населения на 2003 год составляет 1855,32 реалов (данные: Бразильский институт географии и статистики).
- Индекс развития человеческого потенциала на 2000 год составляет 0,498 (данные: Программа развития ООН).